# Abdullah Ibrahim
Abdullah Ibrahim (1934. október 9., Fokváros, Dél-afrikai Köztársaság), korábban Dollar Brand-ként ismert zeneszerző és zongorista. Zenéjében számos hatást ötvöződik: a hagyományos afrikai dallamok, Fokváros könnyűzenéje, Thelonious Monk, Duke Ellington sajátos elegyet képeznek műveiben. Zenészként számos formációban lép fel: önállóan, trióban, fúvósokkal kiegészített szeptettel, big banddel, szimfonikus zenekarral is többször turnézik. Dél-Afrika egyik legjelentősebb dzsesszzenésze.
Felesége Sathima Bea Benjamin volt.

## Pályafutása
Hétéves korától tanult zongorázni, tizenöt éves kora óta hivatásszerűen zongorázik. 1959 és 1960 között Kippie Moeketsi-vel játszott a The Jazz Epistles zenekarban, akikkel rögzítette az első dél-afrikai jazzlemezt. 1962-ben  Európába költözött. 1963-ban, majdani felesége Sathima Bea Benjamin meggyőzte Duke Ellingtont, hogy hallgassa meg trióját Zürichben. Ennek eredménye lett a Reprise Recordsnál készült felvétel: Duke Ellington presents The Dollar Brand Trio. A Dollar Brand-trió (Johhny Gertze - bőgő és Makaya Ntshoko - dob) számos európai fesztiválon lépett fel ezt követően.
1970-es években, az iszlám hitre áttérést követően (amelynek során nevét Dollar Brandról Abdullah Ibrahimra változtatta) egy rövid időre visszatért Dél-Afrikába, de nem sokkal később ismét New Yorkba költözött. Az apartheid rendszer összeomlása után visszatért Dél-Afrikába, és jelenleg részben Fokvárosban, részben New Yorkban él. Fokvárosban zeneművészeti iskolát alapított (M7), létrehozta a Fokvárosi Jazz Zenekart (Cape Town Jazz Orchestra).

## Felvételei
- 1960: Jazz Epistle Verse 1
- 1965: The Dream
- 1965: Anatomy of a South African Village
- 1965: This is Dollar Brand
- 1969: African Sketchbook
- 1969: African Piano
- 1973: Good News from Africa
- 1973: African Space Program
- 1974: Ancient Africa
- 1975: Confluence (Gato Barbierivel)
- 1976: Banyana - Children Of Africa
- 1977: The Journey
- 1977: Streams of Consciousness
- 1978: Anthem for the New Nations
- 1978: Autobiography (live)
- 1978: Soweto
- 1979: Echoes from Africa
- 1979: African Marketplace
- 1979: Africa Tears and Laughter
- 1980: Dollar Brand live at Montreux
- 1982: African Dawn
- 1983: Ekaya
- 1983: Zimbabwe
- 1985: Water From an Ancient Well
- 1986: South Africa
- 1988: Mindif
- 1989: Blues for a Hip King
- 1989: African River
- 1990: No Fear, No Die
- 1991: Mantra Mode
- 1993: Knysna Blue
- 1995: Yarona
- 1997: Cape Town Flowers
- 1999: African Suite
- 2000: Cape Town Revisited
- 2001: Ekapa Lodumo
- 2002: African Magic
- 2008: Senzo

## Külső hivatkozások
- A Guardian (UK) cikke Ibrahimról
- Hivatalos weboldal